# María Josefina de Saboya

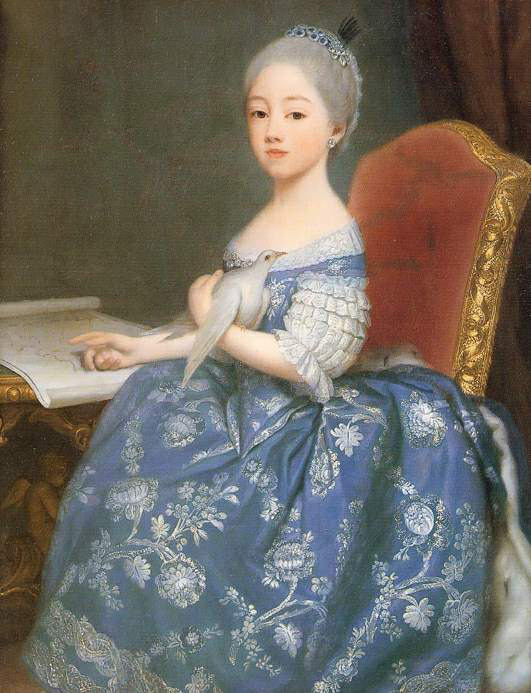
María Josefina, en su infancia por Giuseppe Duprà.

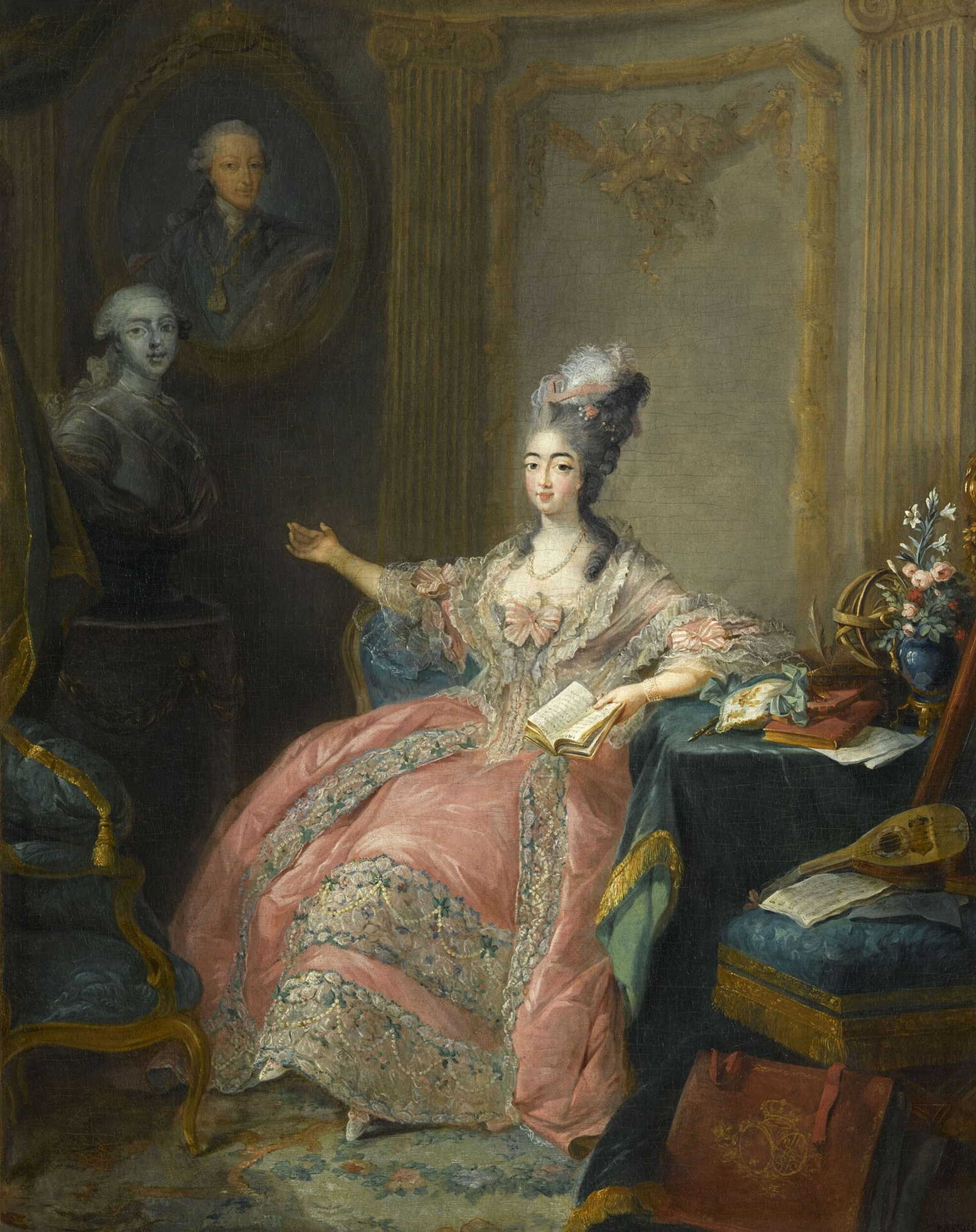
María Josefina, señalando hacía el busto de su esposo.

María Josefina Luisa de Saboya (Turín, 2 de septiembre de 1753-Hartwell House, 13 de noviembre de 1810), fue una princesa de la casa de Saboya. Se convirtió en miembro de la familia real francesa por su matrimonio con Luis, conde de Provenza (más tarde rey titular de Francia como Luis XVIII).

## Primeros años
Nació en el Palacio Real de Turín durante el reinado de su abuelo Carlos Manuel III de Cerdeña. Era hija de Víctor Amadeo III de Saboya, rey de Cerdeña, y de María Antonia de Borbón, infanta de España. Se crio con su hermana la princesa María Teresa que era tres años menor que ella, y se uniría a ella más tarde como miembro de la familia real de Francia a través de su matrimonio con Carlos X.

## Matrimonio
Se convirtió en condesa de Provenza, por su matrimonio realizado el 16 de abril de 1771 con Luis Estanislao de Francia (1755-1824), conde de Provenza, nieto del rey Luis XV, y hermano de los futuros reyes Luis XVI y Carlos X. Esta unión fue la primera de tres matrimonios franco-saboyanos que tendrían lugar en un período de cuatro años: En noviembre de 1773, su hermana menor, María Teresa, se casó con el Conde de Artois, y en 1775 su hermano Carlos Manuel, el entonces heredero al trono de Cerdeña, se casó con la princesa Clotilde de Francia, hermana de Luis.
Como su esposo era nieto de un rey, la recién llegada María Josefina obtuvo el rango de Nieta de Francia y por lo tanto se convirtió en un miembro inmediato de la familia real. Este rango le permitió mantener el estilo de "Alteza Real" que había disfrutado desde su nacimiento como la nieta del rey de Cerdeña.

## Versalles
Recibió un mal trato de parte de la corte de Versalles, que la consideraba fea, aburrida y carente de Bel esprit (Espíritu bello). Su matrimonio con el futuro Luis XVIII fue por plena conveniencia y realmente no se querían, como acostumbraba a ser en las cortes reales. Algunos historiadores afirman que el matrimonio no se consumó debido a la impotencia de Luis, o por su falta de voluntad para dormir con su esposa debido a su falta de higiene personal. Luis alegaba que nunca se cepillaba los dientes, no se depilaba las cejas, ni utilizaba ningún perfume. Sin embargo, de acuerdo con una publicación del Palacio de Versalles, en 2007, su cuarto de baño no estaba preparado en el momento de su llegada para la boda. Por lo tanto, la condesa no fue capaz de lavarse después de pasar días en un carruaje a caballo desde Turín a Versalles, sino que también no fue capaz de hacerlo en los días siguientes a su llegada. Como este hecho sólo recientemente salió a la luz, pudo ser el origen de la burla inicial por parte de la corte.
A pesar de los malas lenguas, el matrimonio sí fue finalmente consumado, y María Josefina llegaría a sufrir dos abortos. Aun así, se decía que el conde de Provenza "prefirió la compañía de personas de espíritu a la insípida de su esposa".
María Josefina mantuvo, con su cuñada, la delfina María Antonieta, una relación basada en la hipocresía. Su marido proclamaba que su esposa estaba embarazada sólo para fastidiar a su hermano Luis Augusto y a su esposa María Antonieta, que todavía no habían consumado su propio matrimonio. María Josefina logró quedar embarazada en 1774, por desgracia, el embarazo terminó en un aborto involuntario. Luego quedó embarazada por segunda vez en 1781, que también terminó en un aborto espontáneo, y el matrimonio no tuvo hijos.
El Delfín y su hermano no disfrutaban de una buena relación fraternal, ya que discutían a menudo, al igual que sus esposas. El conde de Provenza desafió la legitimidad del primer hijo de María Antonieta, y hasta el nacimiento de un heredero varón de María Antonieta, hizo todo lo posible para promoverse a él y a su esposa como mejor equipados para ser los siguientes en la línea de sucesión al trono.
En 1774, con la subida al trono de su cuñado, Luis XVI, tomó el título de "Madame". Sin hijos y sin influencia política, conspira contra la reina, pero sin mucho éxito, mientras que su marido orquesta una campaña de difamación en contra de la soberana.

## Revolución
Al estallar la Revolución francesa, ella y su marido se exiliaron en la actual Alemania y, en 1795, tras la muerte del rey niño Luis XVII, los condes de Provenza se convirtieron en reyes de iure de Francia y Navarra. Durante el exilio, fueron frecuentes las discusiones entre ellos dos; algunos historiadores creen que esta discordia pudo estar provocada por la supuesta relación lésbica de María Josefina con Madame de Gourbillon, una sirvienta.

## Muerte
No llegó a ser reina de hecho de Francia, ya que murió de un edema en 1810 en Inglaterra, cuatro años antes del acceso al trono de su marido. Rodeada en sus últimos días por la mayoría de la corte francesa, suplicó perdón por todos los perjuicios que pudo haber provocado, sobre todo provocados por Luis, pero le aseguró que ella no albergaba ningún rencor hacia él.
Su funeral fue una magnífica ocasión en la que asistieron todos los miembros de la corte exiliados, cuyos nombres fueron registrados por espías de la policía y luego informaron a Napoleón. El cortejo fúnebre fue seguido por la carroza de la familia real británica, y fue enterrada en la capilla de Nuestra Señora de la Abadía de Westminster.

## Títulos y tratamientos
Esta tabla aún no está actualizada. Puedes contribuir aportando información sobre títulos y tratamientos de esta persona.